# كانتون شينشيب
كانتون شينشيب (بالإنجليزية: Chinchipe Canton)‏ هو كانتون في الإكوادور، يتبع مقاطعة زامورا تشينتشيبه.